# Carlos Montoya (guitarrista)
Carlos Montoya   (Madrid, 13 de desembre de 1903 - Nova York, 3 de març de 1993) va ser un destacat guitarrista gitano de flamenc i un dels fundadors de l'estil popular actual de la música flamenca.

## Inicis i carrera
Fill de Juan García, venedor ambulant, i d'Emilia Montoya, guitarrista aficionada sobrenomenada "la tia Tula", tots dos d'ètnia gitana. Als dos anys, Carlos va quedar orfe de pare. Als vuit anys, la seva mare va començar a donar-li lliçons de guitarra i, adonant-se l'especial talent de l'infant li va fer prendre lliçons de mestre anomenat Pepe el Barber, qui va continuar ensinistrant fins a comprendre que l'alumne superava el mestre. La mare va voler llavors confiar-ho a el magisteri del seu germà, el ja conegut guitarrista Ramón Montoya, però aquest va al·legar estar ocupat ensenyant al seu propi fill. Malgrat això, mare i oncle el van portar a les seves gires, introduint-lo en l'ambient del flamenc de l'època. Comptava 14 anys d'edat quan ja constava com a acompanyant professional de balladors i cantants de flamenc en els cafès de Madrid, sense tenir coneixements formals de teoria musical, ja que llavors no es considerava a la guitarra com a instrument de concerts.
En 1928 va conèixer a la bailaora Antonia Mercè, sobrenomenada artísticament L'Argentina qui el va convidar a unir-se a la seva companyia artística. Amb aquesta companyia el guitarrista va romandre tres anys, unint-se després a la del cantant, actor, ballarí i coreògraf de flamenc Vicente Escudero. El 1933 realitza les seves primeres gires fora de el continent europeu, aquest cop als Estats Units i països de l'Extrem Orient amb la banda La Teresina. Al Japó Montoya va ser ben rebut, fins al punt que se li va oferir un lloc de professor de guitarra per dos anys a la Universitat de Tòquio. Encara que va rebutjar l'oferta, va permetre que la universitat fes una pel·lícula del seu mètode d'execució per usar-lo com a eina d'ensenyament.
A la fi dels anys 30 realitza gires als Estats Units i Iberoamèrica al costat de la ballarina i coreògraf de flamenc Encarnación López Júlvez, coneguda com La Argentinita. L'esclat de la II Mundial el 1939 el va fer fixar residència en EE. UU., On coneixeria els seus majors èxits a l'unir-se a la bailaora americana Sallie McLean, amb la qual va contreure matrimoni en 1940; això li va facilitar adoptar la nacionalitat nord-americana. Va continuar les seves gires amb La Argentinita fins a la mort d'ella en 1945. A la fi dels anys 40, per suggeriment de la seva esposa, Montoya va abandonar la tradicional formació flamenca amb cantants i ballarins i es va fer fabricar guitarres que servissin per afegir efectes percussius als seus interpretacions, i va ampliar les seves possibilitats musicals interpretant jazz, blues i música folk.
Des dels anys 50 va realitzar enregistraments per a diversos segells grans i independents, incloent "RCA Victor, Everest i Folkways". Amb l'empresa discogràfica "Cook Laboratories" va iniciar els seus primers enregistraments amb so estèreo cap 1951.
Montoya realitzava gires artístiques durant tot l'any, però sempre tornava a la seva terra natal, Espanya, per passar les vacances de Nadal amb la família.

## Defunció
Montoya va morir als 89 anys d'edat a causa d'insuficiència cardíaca en el petit llogaret de Wainscott, Nova York.